# Liré

Liré este o comună în departamentul Maine-et-Loire, Franța. În 2009 avea o populație de 2,393 de locuitori.